# Petra Němcová

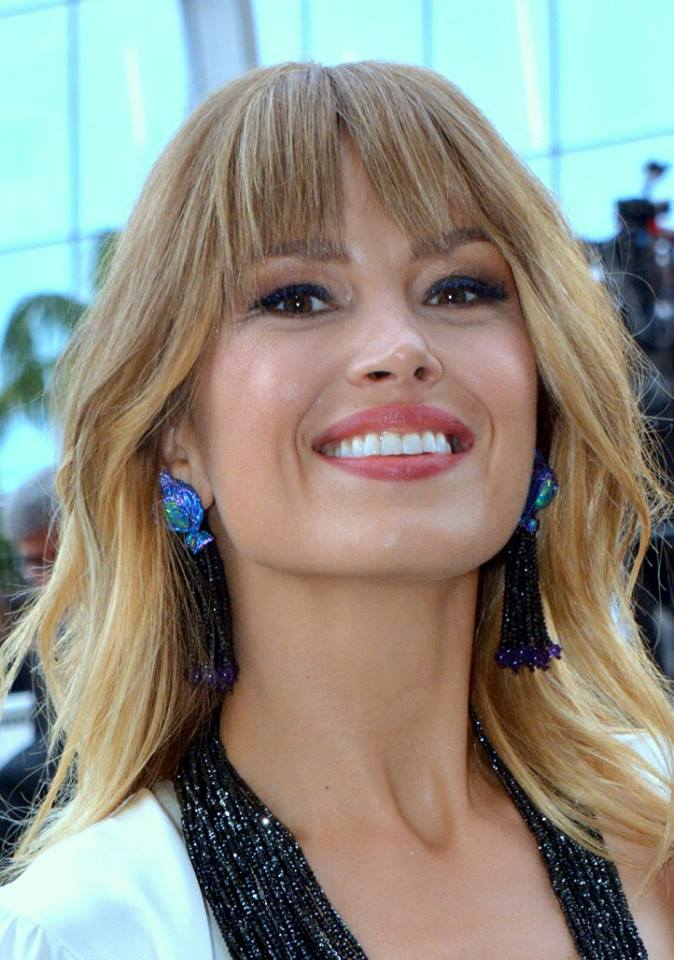
Petra Němcová (2018)

Petra Němcová (ˈnjɛmtsovaː; * 24. Juni 1979 in Karviná, Tschechoslowakei) ist ein tschechisches Fotomodell.

## Leben
Němcová begann ihre Modelkarriere im Alter von 16 Jahren. Sie war 2003 auf dem Cover der Swimsuit Issue von Sports Illustrated abgebildet und arbeitete für Victoria’s Secret.
Im Juni 2004 war sie Mitglied der Jury zur Wahl der Miss Universum.
Während der Tsunami-Katastrophe am 26. Dezember 2004 hielt sich Němcová zusammen mit ihrem Verlobten, dem Fotografen Simon Atlee, in Khao Lak, Thailand, auf. Sie entkam dabei nur knapp dem Tod, indem sie sich mehrere Stunden an einer Palme festhielt, bis sie gerettet werden konnte. Němcová erlitt bei diesem Unfall einen Beckenbruch sowie schwere innere Verletzungen. Die Leiche ihres Verlobten wurde im März 2005 auf Sumatra entdeckt. Über die Nahtod-Erfahrung während dieser Tragödie gab sie erstmals im März 2005 in der Talkshow Primetime Live des US-Fernsehsenders ABC und später bei Larry King (CNN) Auskunft.
In der Model-Welt feierte sie ein Comeback, das 2006 mit der Bildserie der Swimsuit Issue von Sport Illustrated gekrönt wurde. Am 7. Juli 2007 war Němcová eine der Moderatoren von Live Earth in New York City. Am 30. Juni 2008 wurde sie als neues Otto-Starmodel der Herbst/Winter 2008-Kollektion „Mission Farbe“ in Hamburg vorgestellt.
Sie ist seit August 2019 mit Benjamin Larretche verheiratet und wurde Ende November Mutter eines Jungen.

## Werke
- Petra Němcová und Jane Scovell: Love Always, Petra. Warner Books, New York 2005, ISBN 978-0-446-57913-1.